# Kościół Podwyższenia Krzyża Świętego w Podolu-Górowej

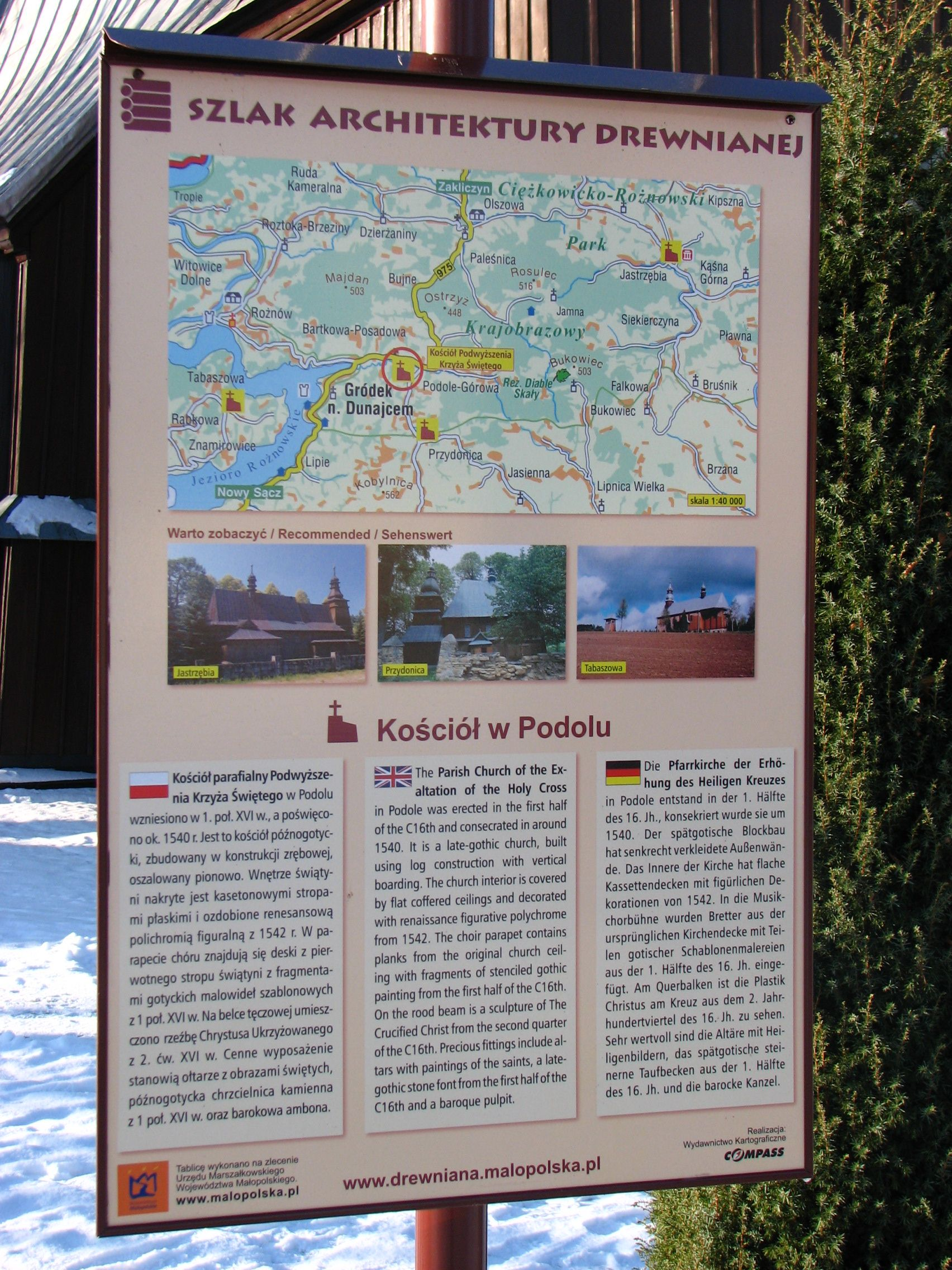
tablica informacyjna przy kościele

Kościół Podwyższenia Krzyża Świętego w Podolu-Górowej – drewniana świątynia w Podolu-Górowej w województwie małopolskim, w diecezji tarnowskiej. Jest jednym z zabytków na szlaku architektury drewnianej województwa małopolskiego.
We wsi znajduje się zabytkowy kościół parafialny pod wezwaniem Podwyższenia Krzyża Świętego, który obecnie znajduje się na Szlaku Architektury Drewnianej.

## Historia
Miejscowa parafia powstała między 1358 a 1373 z fundacji Drużynitów. Wieś nosiła wtedy nazwę Stara Przydonica. W 1390 parafię uposażyli Stanisław, Andrzej i Jan de Słupcza. Obecny gotycki kościół został zbudowany w początku XVI w. i następnie konsekrowany około 1540. Był kilka razy odnawiany i przebudowany, m.in. w XVIII w., kiedy dobudowano barokową wieżę.

## Architektura
Drewniany, złożony z nawy i trójbocznie zamkniętego prezbiterium o konstrukcji zrębowej oraz wieży o konstrukcji słupowej. Przy nawie od frontu wieża o ścianach pochyłych, podzielona gzymsami na cztery kondygnacje, z pozorną izbicą, nakryta barokowym, baniastym hełmem z latarnią. Na zewnątrz ściany oszalowane, przedzielone w połowie wysokości obiegającym okapem.
Kościół nakryty jest stromymi dachami dwuspadowymi o wspólnej kalenicy, pobitymi blachą. Wnętrze nakryte zostało stropami płaskimi, w nawie z zaskrzynieniami, o podziałach kasetonowych. Nad wejściem chór muzyczny o prostym parapecie, wsparty na słupach. Okna od wewnątrz w obramieniach późnogotyckich, zamknięte łukiem w formie tzw. oślego grzbietu. W wejściach dwa portale w obramieniach uszatych, zapewne z XVII w. Polichromia renesansowa, figuralna o bogatym programie ikonograficznym z 1542, odsłonięta i konserwowana w 1959. Ponadto w parapecie chóru muzycznego zachowało się kilka desek z pierwotnego stropu z gotyckim malowidłem dekoracyjnym z początku XVI w., wykonanym przy pomocy szablonów.

## Wyposażenie wnętrza
Ołtarz główny manierystyczny z 2. poł. XVI w., posiadający formę tryptyku. W polu środkowym obrazy z XIX w.: Matka Boska z Dzieciątkiem w typie Kalwaryjskiej oraz Ukrzyżowanie, na skrzydłach bocznych całkowicie przemalowane, renesansowe obrazy śś. Piotra i Pawła, w górnej kondygnacji obraz św. Trójcy. W nawie dwa barokowe ołtarze boczne, dwukondygnacjowe z 2. poł. XVII w. W polu głównym lewego ołtarza znajduje się rzeźba NMP z Lourdes, i po bokach obrazy śś. Macieja i Bartłomieja. W górnej kondygnacji obraz św. Grzegorza Wielkiego a po jego bokach obrazy śś. Antoniego i Franciszka. Wszystkie obrazy podobnie jak ołtarz pochodzą 2. poł. XVII w. W dolnej strefie prawego ołtarza umieszczona jest nowsza rzeźba Serca Pana Jezusa z obrazami śś. Katarzyny i Heleny z 2. poł. XVII w. po bokach. Powyżej obraz św. Rodziny z XIX/XX w., po bokach którego ustawiono barokowe rzeźby śś. Piotra i Andrzeja. Pod obecnym antependium ołtarza znajduje się kamienna płyta nagrobna Jadwigi Posadowskiej (zm. 1578), renesansowa z inskrypcją i herbem Bróg. Chrzcielnica późnogotycka, kamienna z 1. poł. XVI w., z kilkoma rzeźbionymi, trudno czytelnymi herbami m.in. Topór i Gierałt, nakryta drewnianą pokrywą z 1861 Ambona barokowa z 2 poł. XVII w. Dwie kropielnice kamienne, zapewne z XVII w. Dwa barokowe obrazy: Matki Boskiej z Dzieciątkiem na półksiężycu w otoczeniu chórów świętych z 2. poł. XVII w. i Chrystusa Ecce Homo z XVII/XVIII w. Rzeźby: w tęczy późnogotycki krucyfiks z 2. ćw. XVI w., Chrystus Zmartwychwstały, późnogotycki z początku XVI w., dwa krucyfiksy barokowe z XVIII w. i ludowy Chrystus Frasobliwy z XIX/XX w.

## Dzwonnica
Wolno stojąca zbudowana w 1955 wraz z murem otaczającym kościół, kamienna, w kształcie trzech filarów z krosnami na zawieszenie dzwonów, nakryta daszkiem dwuspadowym, gontowym. W murze otaczającym kościół jest wnęka, w której umieszczony został pomnik nagrobny niewiadomego duchownego, kamienny z XVIII w., z leżącą postacią zmarłego. Powyżej ustawiony jest posąg św. Jana Nepomucena, barokowy z XVIII w., pochodzący z figury przydrożnej.
Obiekt został wpisany do rejestru zabytków nieruchomych województwa małopolskiego pod numerem 114/2/59.